# Pierre-Emmanuel Guigo
 (février 2020).
Pierre-Emmanuel Guigo, né en 1989 à Saint-Raphaël, est un historien français, spécialisé dans l'histoire politique et de la communication.

## Biographie

### Jeunesse et études
Diplômé de Sciences Po (Summa cum laude) et agrégé d'histoire (2012), Pierre-Emmanuel Guigo a soutenu sa thèse le 16 novembre 2016 sur « Le complexe de la communication : Michel Rocard entre médias et opinion (1965-1995) », sous la direction de Jean-François Sirinelli.    

### Parcours professionnel
Il est maître de conférences en histoire à l'université Paris-Est-Créteil.    
Il a reçu le prix de la Fondation Jean-Jaurès et le prix d'encouragement de l'Institut François-Mitterrand en 2011, et le prix de l'Inathèque à deux reprises en 2011 et 2017.    
Sa biographie de Pierre Mauroy parue en 2024 chez Passés Composés a reçu en 2025 un prix spécial au Prix des députés.    
Il est membre du conseil scientifique de l'Institut François-Mitterrand, ainsi que de l'association MichelRocard.org. Il siège au sein de l'Advisory Board du département des Arts de l'Université de Bologne en Italie.     

## Publications
- Le Chantre de l'opinion : la communication de Michel Rocard (1974-1981), Paris, INA Editions, 2013[12].
- Publication des œuvres complètes de François Mitterrand (annotations et commentaires de: Présence française et abandon, Un socialisme du possible, La rose et le poing, La lettre à tous les Français), Belles Lettres, 2016.
- Com' et politiques : les liaisons dangereuses. 10 questions sur la communication politique, Paris, Arkhé, 2017.
- François Mitterrand : un homme de paroles, Saint-Denis, Presses Universitaires de Vincennes, 2017.
- (avec Camila César, Juliette Charbonneaux, Thierry Devars, Léa Pawelski, Camille Rondot), Communication politique, Paris, Pearson, 2019[13].
- Michel Rocard, Paris, Perrin, 2020[14],[15],[16].
- (Avec Sergiu Miscoiu), Presidents, Prime Ministers and Majorities in the French Fifth Republic: The Complex Dynamics of the French Fifth Republic, Palgrave Macmillan, 2024[17].
- (Avec Warren Pezé), Être le numéro 2. Une histoire des rapports de pouvoir à la tête de l’État, Rennes, PUR, 2024[18].
- Pierre Mauroy, Le Dernier Socialiste, Paris, Passés Composés, 2024[19]. Prix spécial des députés 2025.
- (Avec Thibault Tellier), La Gauche plurielle (1997-2002), Paris, Le Bord de l'eau, 2024[20].